# Kostel svatého Mikuláše (Hajnice)
Kostel svatého Mikuláše je římskokatolický farní kostel v Hajnici. Je chráněn jako kulturní památka České republiky.
Orientovaný barokní kostel se samostatně stojící gotickou zvonicí s bedněným patrem. Stavba pochází z okruhu architekta Františka Maxmiliána Kaňky.
Budova je jednolodní o vnitřních rozměrech 16 × 25 metrů, má valenou klenbu s výsečemi a je podepřena čtveřicí korintských sloupů se závitnicemi. Presbytář je pětiboký o hloubce osmi metrů, chór o hloubce čtyři metry, presbytář a chór jsou užší, mezi nimi a lodí je konkávní přechod. Nároží jsou zaoblená. K presbytáři je přimknuta sakristie obdélného půdorysu se samostatným vstupem. Triumfální oblouk je půlkruhový konkávní s volutovými pilastry a ve vrcholu s vymalovaným čtyřlístkovým medailonem Krista dobrého pastýře. Kněžiště má polygonální půdorys, apsidu pro hlavní oltář, je zaklenuto příčně valenou klenbou s výmalbou Boží Trojice ve vrcholu klenby. Ornamentální výmalba je ze začátku 20. století. Venkovní omítka budovy je hladká s ozdobnými lizénovými rámy.
Původně míval kostel tři vchody – hlavní stávající západní a boční vchody k severu a jihu. Ke hlavnímu severnímu vchodu byla později přistavěna další část vytvářející závětří. K severnímu vchodu byla později přistavěna Lurdská kaplička a přestal se používat.
Prostor kostela je prosvětlen patnácti okny, v lodi v horní řadě kulatými a ve spodní řadě kasulovými, obojí s kamenným ostěním. Presbytář má okna půlkruhová, prokrajovaná s kruhovou nadstavbou, s kamenným ostěním s volutou. Zasklení oken je čiré, několik barevných tabulek vytváří v jejich středu kříž a ve vrcholu hvězdici.

## Historie
Kostel byl budován v letech 1754–1827. V původní vsi Brusnice, která je součástí dnešní Hajnice, stála kaple v roce 1260. Původní kapli nahradil kostel, který byl zřejmě dřevěný. V blízkosti kostela byla vybudována štíhlá zděná gotická věž s bedněným patrem, která sloužila jako zvonice, hláska a v době nebezpečí jako útočiště. V roce 1736 získala Brusnice svého kaplana, postavení samostatné farnosti získala v roce 1751. Za prvního kněze Gregora Klugara, původně zámeckého kaplana v Náchodě a ceremoniáře královéhradeckého biskupství byl položen základní kámen kostela, který se nachází na evangelní straně mezi hlavním oltářem a oltářem s ostatky mučedníků Severina a Clementise. Gregor Klugar zemřel 2. dubna 1764 a byl pohřben poblíž hlavního oltáře. Kostel byl vysvěcen v neděli 26. srpna 1764, kdy byla zaklenuta a dána k užívání část nad hlavním oltářem. Hrubá stavba byla dokončena teprve v roce 1789 a část interiéru roku 1810, kdy musela být také znovu zbudována kruchta. Vnější omítky byly dokončeny v roce 1827. Rekonstrukce kostela byly provedeny v letech 1930 a 1998.

## První architektura
Původní kaple byla nahrazena kostelem, který byl pravděpodobně dřevěný. V jeho blízkosti byla zbudována štíhlá zděná věž, jež sloužila jako zvonice, hláska i útočiště v době nebezpečí. Početnost farníků spadajících k zdejšímu kostelu musela být ve 14. století již dosti veliká. Čemuž odpovídal odvod desátku v počtu osmnácti grošů. Zajímavé je, že toho nedosahovala jiná obec trutnovského děkanátu. Simon Hüttl kronikář Trutnova se zmiňuje o brusnickém kostele k roku 1493 a 1565, ve kterém popisuje rozsah trutnovského děkanství. Po celé toto období si kostel udržel samostatnost. Teprve období reformace a doba po Bílé hoře přinesla hluboké změny do dění místní církve. Onehdy pro ztrátu kněze, kterých bylo všeobecně málo, a řada kostelů byla zavřena, přišla i zdejší farnost o samostatnost. Do dění zasahovaly velké majetkové tahanice, pro někoho ztráty, pro jiné nabytí nového panství. Teprve mnohem později a po získání nového kněžského dorostu na tento kostel dojížděl kněz, jenž byl z nedaleké Úpice. V té době Brusnice spadala pod panství Náchodské. 

## Architektura

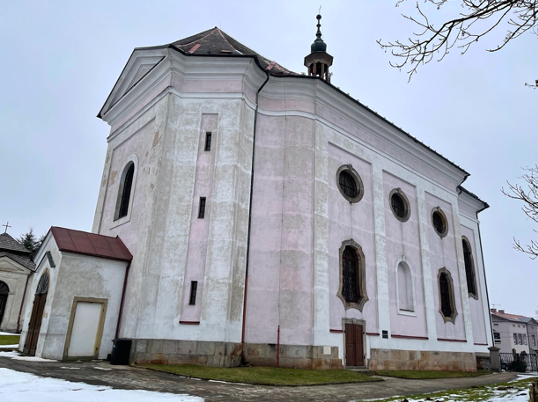
Západní pohled na kostel

Kostel sv. Mikuláše v obci Hajnice se dochoval do dnešní doby se znaky českého baroka. Stavba tvoří nepřehlédnutelnou dominantu v krajině. Zde v Podkrkonoší jde poměrně o ojedinělý kostel se samostatně stojící zvonicí gotické doby s bedněným patrem. Budován byl v letech 1754–1827. V roce 1736 pod panstvím Octaviana II. knížete Piccolomini de Arragona získala Brusnice svého místního kaplana k trvalé službě. Postavení samostatné farnosti získala roku 1751. První knězem byl jmenován Gregor Klugar, původně zastával post zámeckého kaplana v Náchodě a ceremoniář biskupství Královéhradeckého. Za něho byl položen 7. 10. 1754 základní kámen stavby nového kostela. Nachází se na evangelní straně mezi hlavním oltářem a oltářem s ostatky mučedníků Severina a Clementise. Gregor Klugar zemřel dne 2. 4. 1764, pohřben je poblíž hlavního oltáře. V době kdy byl zaklenut prostor nad hlavním oltářem, byl kostel vysvěcen a tato část dána k užívání. Stalo se tomu tak v neděli dne 26. 8. roku 1764. Dostavbu kostela stále odsouvaly finanční obtíže nebo válečné události. Došlo též na změnu majitele panství. Finanční dotaci zprostředkoval královéhradecký biskup Leopold Hayn z poutního kostela z Malých Svatoňovic. 
V roce 1789 byla dokončena hrubá stavba, a když roku 1810 byl z části dokončen interiér, vyžádal si i finance pro vystavění nového kůru pro hudební sbory. Původní se důsledkem hniloby rozpadal. Podařilo se nashromáždit 2500 zlatých a pomocí těchto peněz se uhradily vyšívané textilie oltářů i kazatelny. Po dlouhých 73 letech se kostel dočkal nové vnější omítky, stalo se tomu tak v roce 1827. Čímž bylo možno výstavbu kostela považovat za dokončenou. Stavba pochází z okruhu T. M. Kaňky. Kostel byl počátkem 19. století byl přestavěn a v letech 1930 a 1998 restaurován. 
Vnitřní rozměry kostela činí 16 x 25 m, presbytář je pětiboký hluboký 8 m, chórová část 4 m. Mezi těmito částmi a lodí je konkávní přechod. Nároží jsou zaoblená. V chórové části je po obou stranách hlavního vstupu schodiště na kůr. K presbytáři je přimknutá obdélná zákristie. Budova je hladce omítnutá, odstín fasády je barvy lila s ozdobnými bílými lizénovými rámy. 

## Exteriér
Kostel je obklopen ze tří stran hřbitovem. Průčelí kostela s hlavním vstupem je v prostoru hřbitova. Dominující stavbou ze strany příchodu po obecní komunikaci je kamenná gotická zvonice. Na pravé straně příjezdové cesty se nachází barokní socha Jana Nepomuckého. Barokní dílo z roku 1750 pochází ze sochařské hutě navazující na J. F. Pacáka. 
Kostel míval původně tři vchody. Hlavní od západu a boční od severu a jihu. Při pozdější přestavbě byla k severnímu vchodu dostavěna Lurdská kaplička, což zapříčinilo to, že se přestal užívat. Rovněž k hlavnímu vchodu byla přistavěna nová část, jež vytváří závětří. Touto úpravou bylo průčelí kostela více rozčleněno, a původní v této části stavby dominující rizalit s vysokými vstupními dveřmi a supraportou, zůstal v pozadí. 

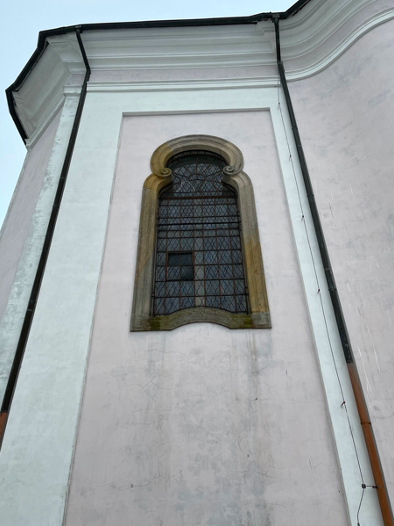
Kasulové okno v presbytáři

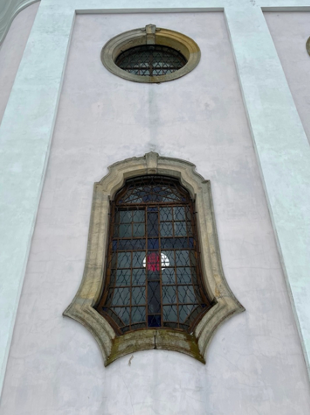
Elipsové a kasulové okno

Vnitřní prostor odhaluje patnáct velkých oken různých tvarů a dalších pár menších. V lodi jsou okna ve dvou řadách nad sebou. V horní řadě jsou okna kruhová, v dolní kasulová s kamenným ostěním. Presbytář je prosvětlen okny půlkruhovými prokrajovanými, které disponují kruhovou nadstavbou. Kamenné ostění těchto oken je ozdobené volutou. Okna jsou prosklená čirými skly, pouze pár barevných tabulek vytváří v jejich středu kříž a ve vrcholu hvězdici. 

### Střecha
Šikmá střecha kopíruje nepravidelný půdorys kostela, krytá je šablonami. Ve střední části lodě je malá věžička s křížkem a lucernou, v ní býval sanktusový zvon. Zákristii kryje střecha, ta je valbového typu. 

## Interiér
Valenou klenbu s výsečemi podpírá po obou stranách lodě čtveřice korintských sloupů s volutami. Sloupy stojí na pilířích, které jsou cca 80 cm vysoké.
Těsně za sloupy jsou pilastry, které působí dojmem vrhaného stínu od sloupu. Shodně jsou ukončeny volutou. Nad hlavicemi sloupů probíhá po obvodě lodě několikanásobně stupňovitá římsa, nad ní jsou lunetové výklenky s kruhovými okny. V obvodové zdi jsou pravidelně mezi sloupy výklenky obloukovitého typu, v nichž zapuštěny postranní dveře, oltáře nebo zpovědnice. V interiéru se zachovala ornamentální výmalba z počátku 20. století. Varhanní kruchta je podepřena stěnou v zadní části lodě. Chórový prostor vytváří několik apsid, ty ustupují do pozadí. Zděné zábradlí je ozdobené knížecím erbem. 
Půlkruhový oblouk s volutovými pilastry má ve vrcholu vymalovaný čtyřlístkový medailon Ježíše Krista. Po stranách oblouku je vpravo třetí boční oltář a vlevo kazatelna. 
Kněžiště je prostorné a s polygonálním půdorysem a apsidou pro hlavní oltář. Strop je zaklenutý příčně valenou klenbou. Ve vrcholu klenby je freska Boží Trojice. Po stranách oltářní apsidy jsou pilastry a na ně navazují korintské sloupy s volutami. 

## Inventář
Hlavní oltář a kazatelna jsou barokní s umělým mramorováním. Sochy představují církevní učitele svatého Augustina a papeže Řehoře Velikého. Pozdějším doplňkem oltáře asi roku 1879 byla socha Nejsvětějšího Srdce Ježíšova. Ve vrcholu je zavěšen obraz v zlaceném rámu zdobený knížecím čepcem s řadou mřížek a rokajů. Obraz drží dvě sochy andělů ve vzletu. Na obraze je vymalován svatý Mikuláš rozdávající chléb. 
Tři boční oltáře, pochází z druhé poloviny 19. století. Byly darovány řezbářem z Grödner Talu v Jižním Tyrolsku. Nový obětní stůl je soudobý z bílého pískovce pořízen r. 2009. Finanční prostředky věnoval pan Hofman. Po stranách lodě a na pilířích jsou zavěšeny obrazy křížové cesty. Vzhled kostela nabízí domněnku, že původním záměrem bylo postavit kostel trojlodní, avšak pro nedostatek financí musel být tento plán opuštěn. Tuto úvahu podporují mohutné sloupy, stojící těsně u obvodových zdí. Rovněž dvě schodiště na hudební kůr přístupné každé samostatnými dveřmi po stranách hlavního vchodu. 

## Okolí kostela

### Socha sv. Jana Nepomuckého

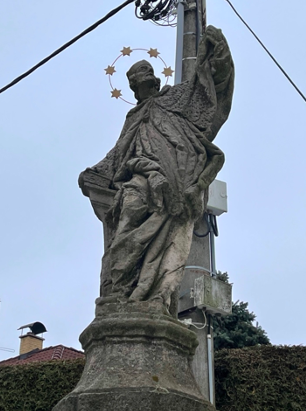
Socha svatého Jana Nepomuckého z dílny J. F. Pacáka.

U příchodu ke kostela se nachází barokní socha sv. Jana Nepomuckého z roku 1750 ze sochařské huti navazující na Jiřího Františka Pacáka. Kostel je ze tří stran obklopen hřbitovem. 

### Věž / Zvonice
Čtyřhranná věž postavena na přelomu 15.–16. století sloužila obrannému charakteru. To dosvědčuje síla zdí, omezený počet oken ve spodní části a krakorcovitě vyložené bedněné zvonové patro. Podle zachovaných trámových otvorů měla původně více vnitřních pater, poskytujících útočiště obyvatelstvu i poutníkům na důležité obchodní stezce z Hradce a Jaroměře do Slezska. Funkce zvonice převážila až počátkem 18. století, kdy byla dřevěná nástavba přebudována (dendrochronologický průzkum spolehlivě prokázal, že nové dřevo použité pro nosné trámy nejvyššího patra, bylo pořízeno v roce 1716, kdy však byla věž-zvonice postavena, není známo). Udáváno bývá 16. století, ale pravděpodobný je původ starší, možná již předhusitský. Naopak spolehlivě datovaný je nejstarší, dnes jediný zvon vysoký 74 cm o průměru 85 cm. Je na něm nápis gotickým písmem „Léta 1559 lit za urozeného pana Jana Jeníka z Koldina hejtmana na Náchodě“. Ulil jej zvonař a konvář Václav Farář z Hradce Králové. Plášť zvonu je ozdoben erbem se dvěma na sebe hledícími kohoutími hlavami (erbovním znamením Jana Jeníka z Koldina, který zřejmě byl dárcem zvonu). 
V období obou světových válek přes úsilí doplnit počet zvonů o ně farnost vždy přišla. Celková obnova věže byla realizována v letech 1930 a poslední 1995, kdy nákladem obce za necelých 300 tisíc korun byla opravena fasáda, vyměněna okna a nosné trámy dřevěné nástavby. 

## Bohoslužby
Bohoslužby se konají první a třetí neděli v měsíci ve 13.00.

## Galerie

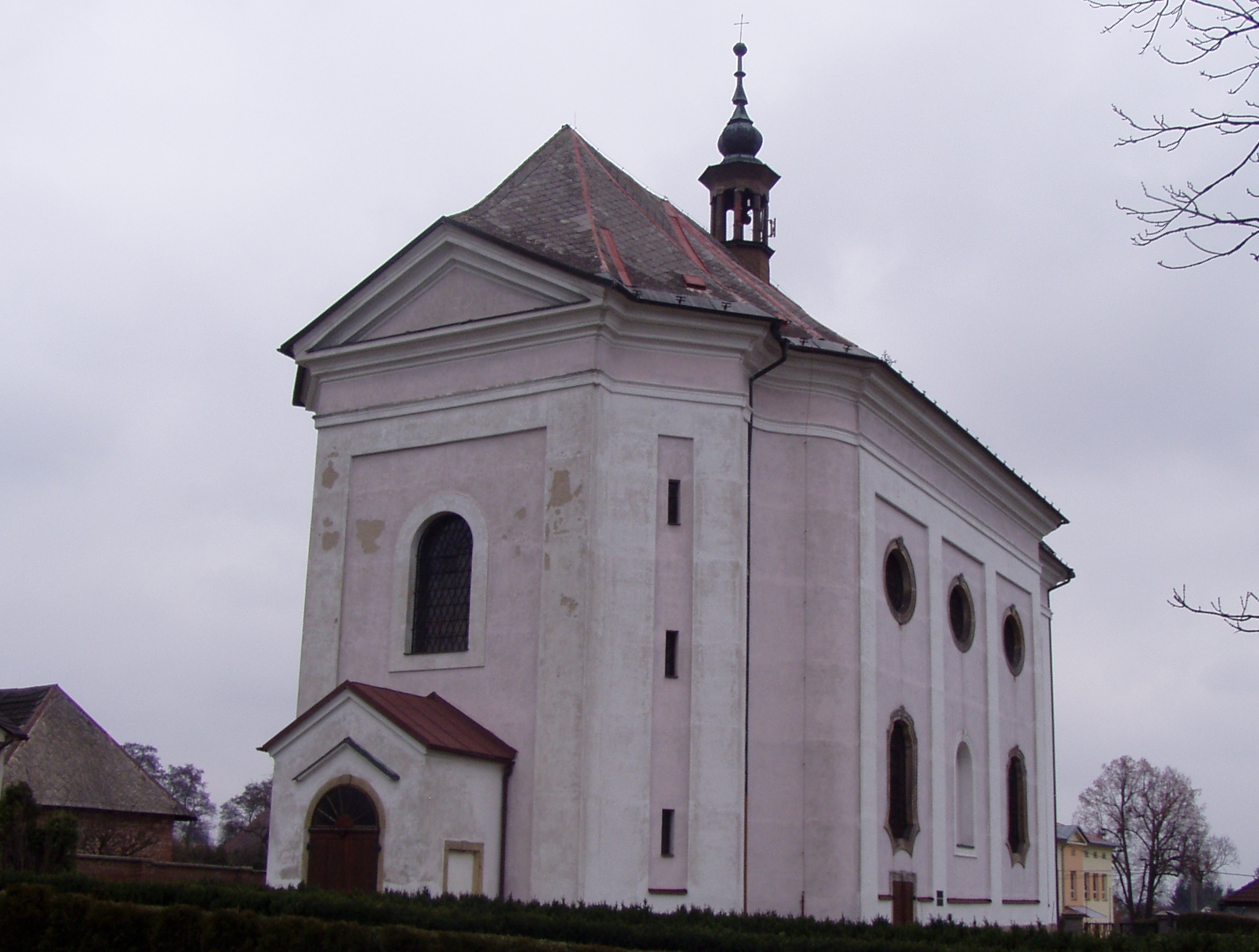
Kostel
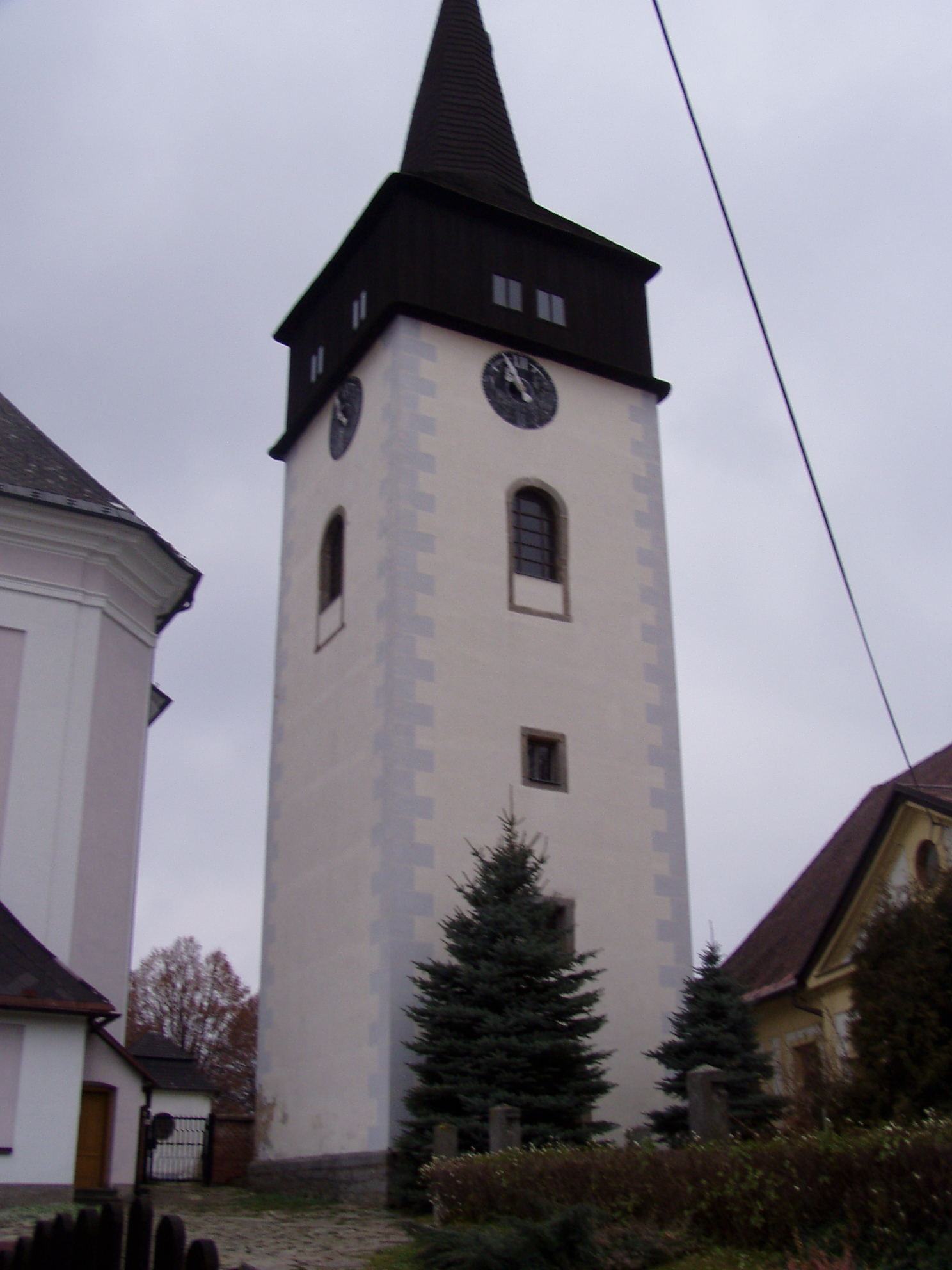
Zvonice
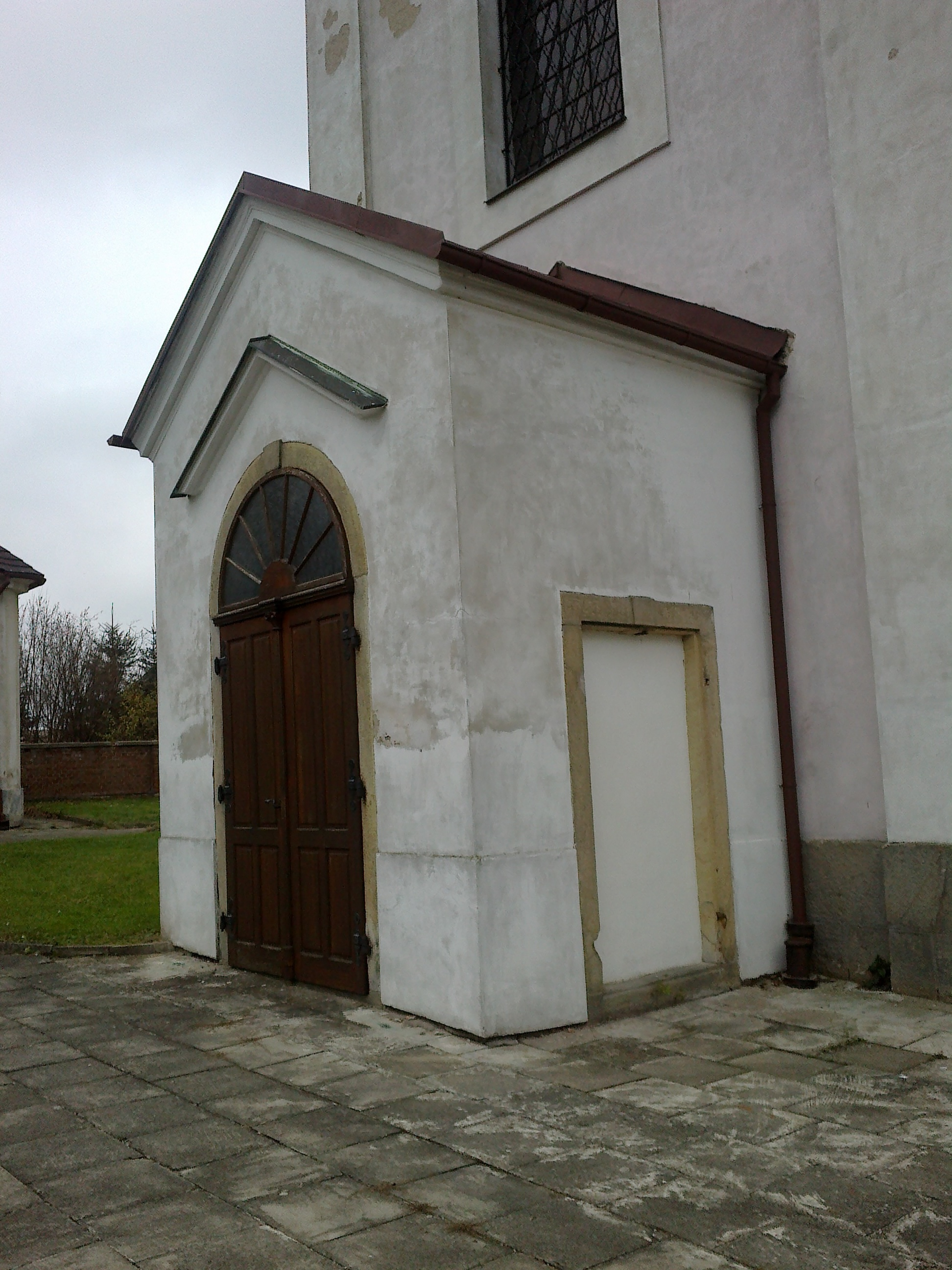
Hlavní severní vchod do kostela se závětřím
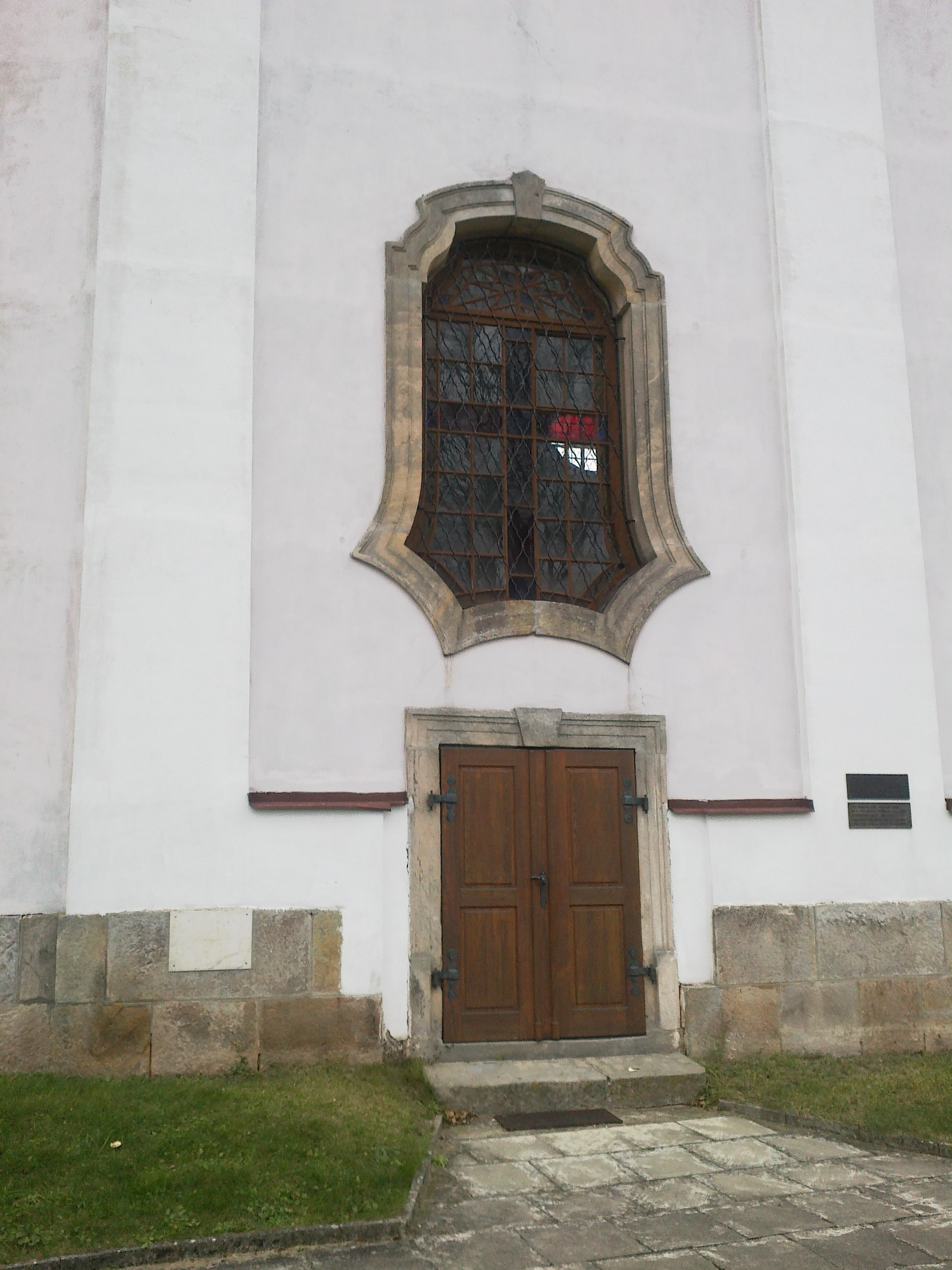
Jižní boční vchod a kasulové okno
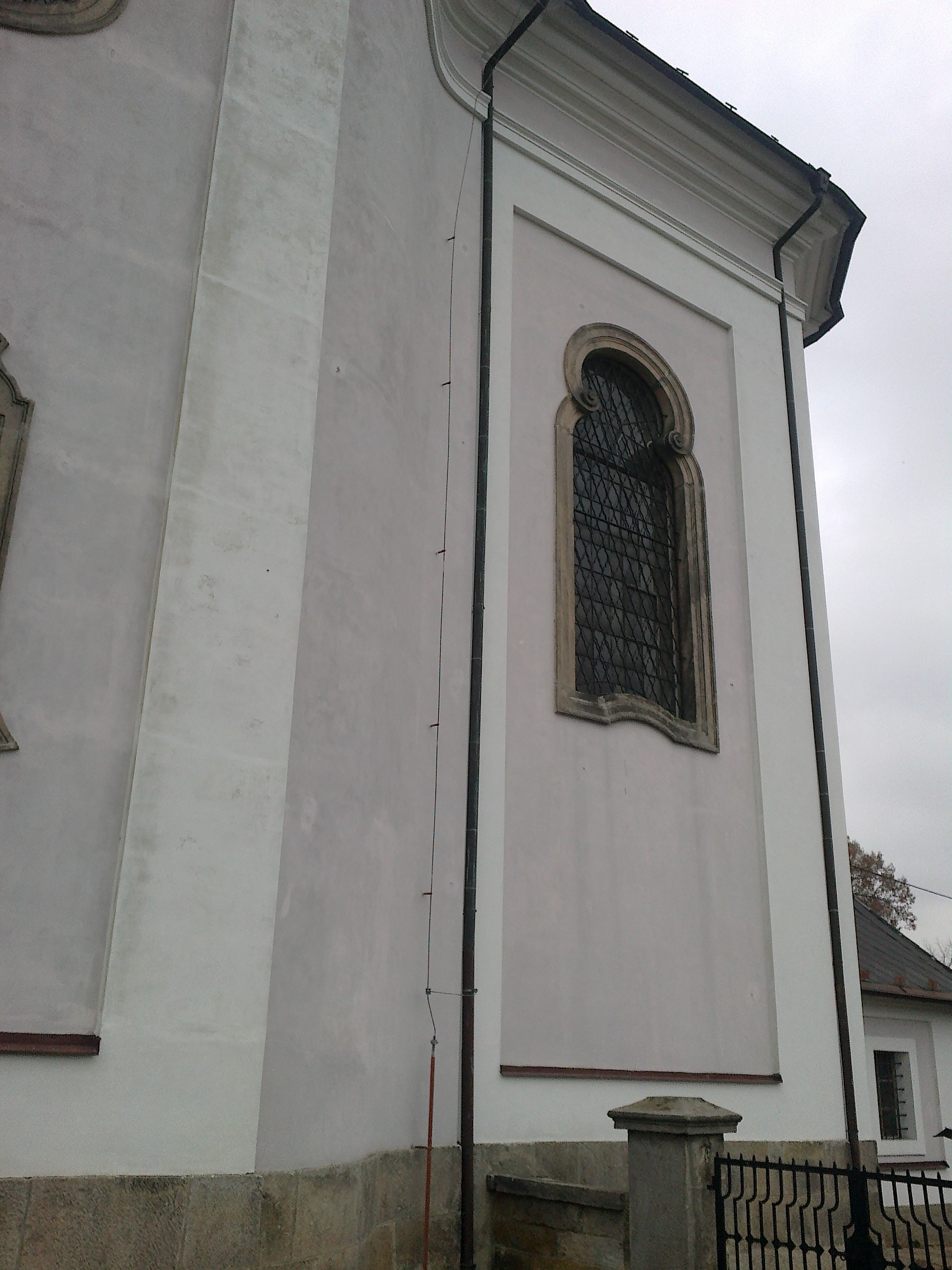
Půlkruhové okno v presbytáři
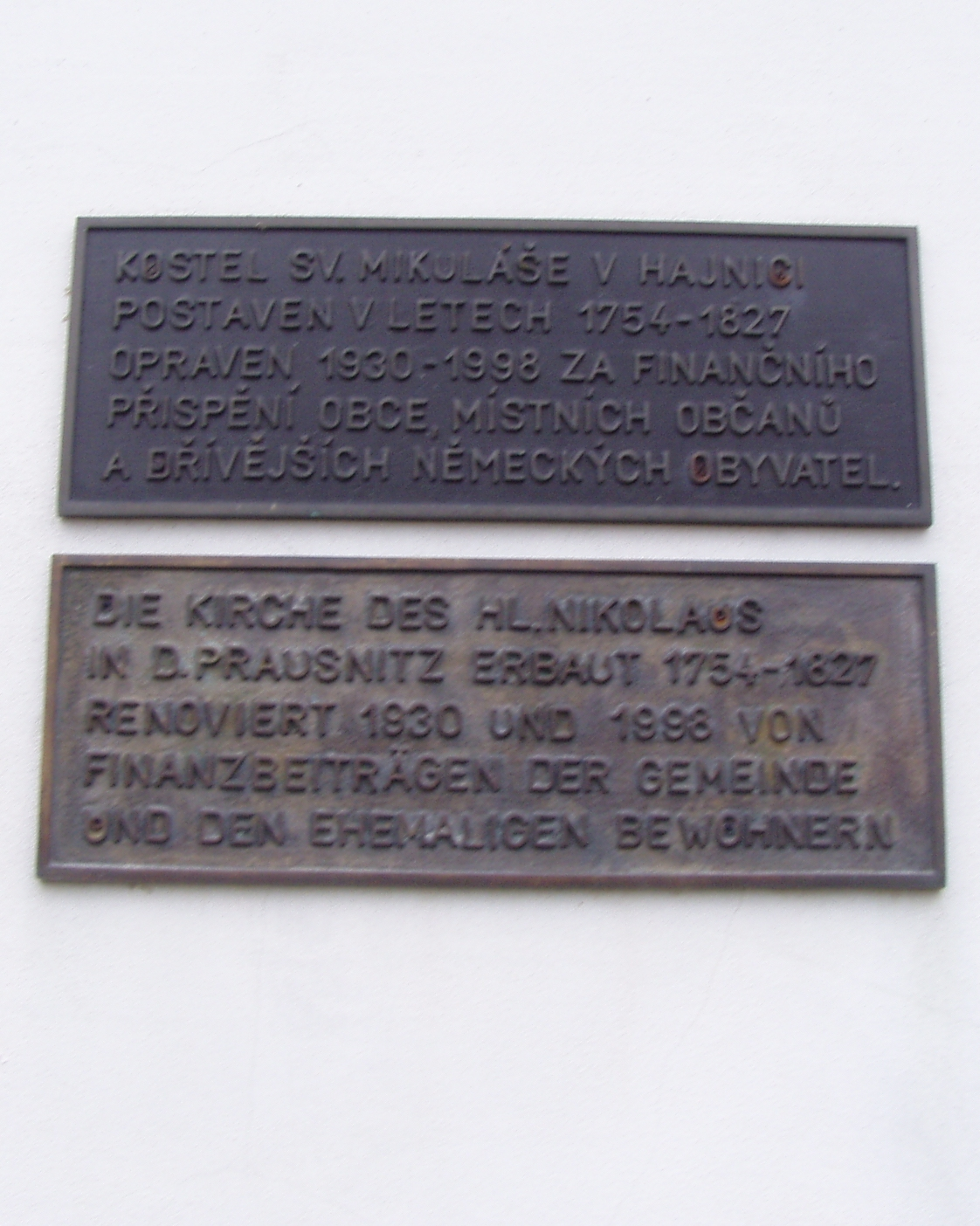
Deska s daty stavby a rekonstrukce
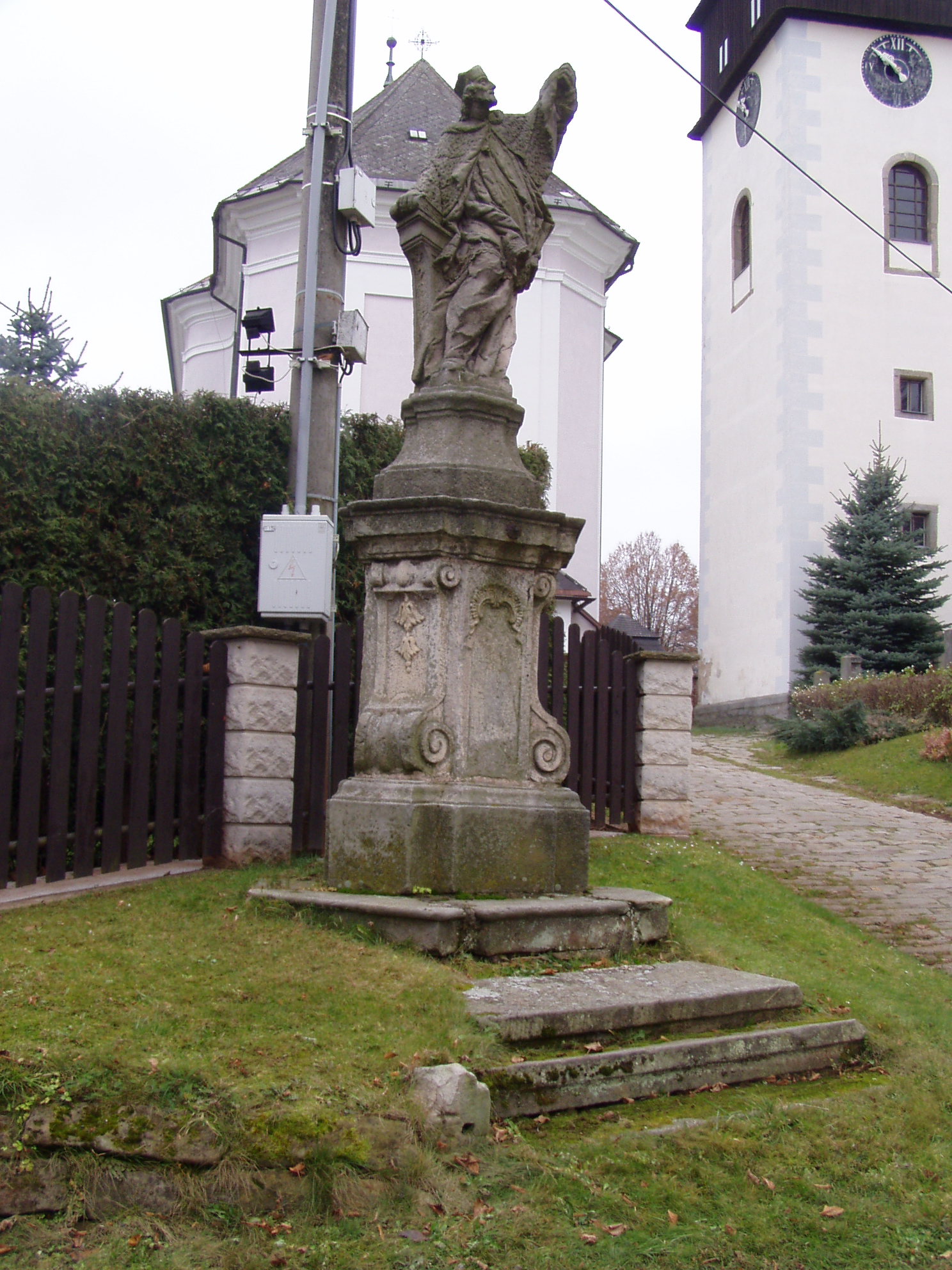
Socha sv. Jana Nepomuckého